# Kameralamt Schorndorf
Das Kameralamt Schorndorf war eine Einrichtung des Königreichs Württemberg, die im Amtsbezirk Besitz und Einkommen des Staates verwaltete. Es bestand von 1806 bis 1922 in Schorndorf. Das Kameralamt wurde im Rahmen der Neuordnung der Staatsfinanzverwaltung im Königreich Württemberg geschaffen.

## Geschichte
Laut Verordnung vom 6. Juni 1819 musste das Kameralamt übernehmen:
- vom aufgelösten Kameralamt Göppingen-Land die Orte Adelberg mit Herren-, Mittel- und Zachersmühle, Hundsholz, Nassachweiler mit Nassachmühle und Unterhütt,
- vom Kameralamt Lorch Bärenbachhof,
- vom Hofkameralamt Winnenden die Hoheitsgefälle in Vorder- und Hinterweißbuch,
- vom Forstamt Schorndorf die Reviere Baiereck, Oberurbach und Adelberg.

Nach der gleichen Verordnung musste das Kameralamt Schorndorf abgeben:
- an das Kameralamt Lorch die Orte und Parzellen Ebni, Eulenhof, Fratzenklingenhof, Fratzenwiesenhof, Gallenhöfle, Grasgehren, Heppichgehren, Höfenäckerle, Holzbuckel, Kaltenbronnhof, Kellerklinghöfle, Klingenmühlhöfle, Rotenmad, Salbengehren, Schmalenberg, Spatzenhof, Wiesensteighof, sämtliche Gemeinde Kaisersbach (Kreis Waiblingen). Plüderwiesenhof, Tannschöpfleshof und Walkersbach, alle Gemeinden Plüderhausen im Kreis Waiblingen, ebenso

Obersteinenberg, Lettenstich, beide Gemeinde Welzheim im Kreis Waiblingen und Eselshalden, Krähenhof, Langenberg, alle Gemeinde Pfahlbronn im Kreis Schwäbisch Gmünd.
Gemäß der Verordnung vom 26. September 1836 wurden dem Kameralamt weiter zugeteilt:
- vom aufgelösten Kameralamt Beutelsbach die Orte Aichelberg, Aichschiess, Baach, Baltmannsweiler, Beutelsbach, Grunbach mit Osthof, Hegenlohe, Hohengehren, Krumhardt, Schnait mit Saffrichhof, Thomashardt,
- vom Forstamt Schorndorf die Reviere Engelberg und Geradstetten.

Abgegeben werden mussten an das Kameralamt Lorch die Orte Rudersberg mit 18 Parzellen und Unterschlechtbach mit fünf Beiorten. Vom Forstamt Schorndorf das Revier Schlechtbach. An das Kameralamt Waiblingen wurden abgegeben die Orte und Parzellen Ödernhardt mit Plapphof, Spechtshof Gemeinde Reichenbach, Drechselhof und Kieselhof Gemeinde Rettersburg, alle im Kreis Waiblingen.
Nach der Verordnung vom 6. März 1843 musste an das Kameralamt Eßlingen der Ort Aichschiess abgegeben werden. Laut Verordnung vom 2. April 1904 wurden abgegeben an das Kameralamt Eßlingen die Erhebung der Einnahmen und Leistung der Ausgaben für das Forstamt Plochingen.